# دریاچه باتابات
باتابات (به لاتین: Batabat) دریاچه‌ای در منطقه قفقاز جنوبی است که در جمهوری آذربایجان واقع شده است.
این دریاچه در جمهوری آذربایجان و در کوه‌های شهرستان شاهبوز در جمهوری خودمختار نخجوان قرار گرفته است. ارتفاع این دریاچه از سطح دریا ۲۵۰۰ متر است. مساحت این دریاچه ۱۶ هکتار است و داری یک جزیره آتشفشانی در میان خود است. در اطراف این دریاچه چشمه‌های طبیعی فراوانی وجود دارد که دارای املاح معدنی کربنات، بی‌کربنات، پتاسیم، سدیم و منیزیم است که می‌تواند بیماری‌های گوارشی را معالجه کند.